# 教宗亚历山大六世将雅各伯·佩萨罗引荐给圣伯多禄
《教宗亚历山大六世将雅各伯·佩萨罗引荐给圣伯多禄》是意大利文艺复兴艺术家提香的一幅布面油画，现藏于安特卫普皇家美术博物馆。
订制画作的是雅各伯·佩萨罗主教（生于 1460 年），他为威尼斯海军的胜利而还愿，这是一次威尼斯对奥斯曼罕见的胜利， 1502 年 8 月从奥斯曼土耳其人手中夺回圣莫拉（萊夫卡斯島）。   ，波吉亚家族的教宗亚历山大六世任命这位佩萨罗家族的成员为教皇使节、教宗舰队的指挥官以及 塞浦路斯 的 帕福斯 主教，帕福斯是希腊岛屿，当时是威尼斯的领土。 
这幅画有时被认为是提香最早的画作，绘制于1503 年，但现在人们更接受1510-1511 年的日期。
圣伯多禄 坐在左边的宝座上，手拿圣经，脚下的讲台雕刻有古典风格的浮雕，讲台上放着钥匙。战役期间，教宗亚历山大六世将跪着的雅各伯·佩萨罗引荐给伯多禄。佩萨罗的旗帜带有亚历山大的纹章。 。浮雕与后来的《神圣的爱与世俗的爱》中的类似浮雕一样，难以确认确切的主题，但能分辨出维纳斯和丘比特。这可能是暗指帕福斯，因为在古典时期这里是维纳斯的诞生圣地，  也可能如博物馆所称，代表佩萨罗对上帝的爱，帮助他在圣莫拉取得胜利。 
2003 年之前不久的修复，证实这幅画与提香在 1510-11 年左右发展起来的风格相关。 
直到 17 世纪初，这幅画一直属于佩萨罗家族，挂在佩萨罗的家里。  安东尼·范戴克于 1623 年在威尼斯临摹了这幅画。 它曾被记录为英国查理一世的收藏，1652 年在英王被处决后属于西班牙王室，借给马德里的圣帕斯夸莱修道院。 1823年由荷兰威廉一世收藏，并赠予博物馆。 